# Phyllis Pearsall
Phyllis Isobella Pearsall MBE (geb. Gross; * 25. September 1906 in East Dulwich; † 28. August 1996 in Shoreham-by-Sea) war eine britische Kartografin, Autorin und Malerin. Sie wurde vor allem als Gründerin der Geographers’ A–Z Map Company bekannt, die sich später zum größten unabhängigen Kartografieverlag im Land entwickelte. Dieser entstand 1936, als Pearsall einen modernen Stadtplan von London in Buchform produzierte. Über die Entstehung dieses Stadtplans, des A–Z, existieren mehrere im Vereinigten Königreich bekannte Mythen, die jedoch umstritten sind und teilweise von Pearsall selbst indirekt widerlegt wurden.

## Frühe Jahre
Phyllis Pearsall wurde 1906 in der britischen Kleinstadt East Dulwich geboren. Ihr Vater Alexander Gross war ein ungarischer Immigrant, ihre Mutter Isabella Crowly, eine Suffragette, hatte irisch-italienische Vorfahren. Wegen Gross’ jüdischen Glaubens sollen Crowlys Eltern gegen die Beziehung gewesen sein. Pearsall wurde getreu der Religionszugehörigkeit ihrer Mutter römisch-katholisch getauft. Sie hatte einen älteren Bruder namens Anthony, der später als Maler und Regisseur bekannt wurde.
Obwohl Geographia Ltd., das Kartografie-Unternehmen des Vaters, das unter anderem Karten der meisten britischen Städte anfertigte, zunächst erfolgreich war, ging der Betrieb in Konkurs, als Pearsall 14 Jahre alt war. Aus diesem Grund musste sie die Roedean School in Brighton verlassen, ein Mädcheninternat. Ihr Vater setzte sich daraufhin in die Vereinigten Staaten ab, um sein Unternehmen dort neu zu gründen. Pearsall wollte bei ihrer Mutter unterkommen, die jedoch einen neuen Lebensgefährten, einen Porträtmaler, hatte. Dieser duldete laut der Mutter keine jungen Mädchen im Haus, weswegen sie Pearsall aufforderte, sich eine Arbeitsstelle mit Unterkunft zu suchen. Daraufhin wanderte Pearsall in die französische Stadt Fécamp aus und unterrichtete dort Englisch.
Einige Jahre später schrieb sich Pearsall an der Sorbonne ein. In Paris lebte sie zunächst in ärmlichen Verhältnissen und war obdachlos, bis sie durch Arbeiten als Porträtmalerin und freie Redakteurin genug Geld für eine Einzimmerwohnung hatte. Weil sie nach ihrem Studium keine sie zufriedenstellende Anstellung finden konnte, kehrte Pearsall ins Vereinigte Königreich zurück. Dort lernte sie Richard Pearsall kennen, einen Bekannten ihres Bruders, den sie im Alter von 21 Jahren heiratete. Die beiden lebten eine Zeit lang in Spanien. Nach acht Jahren trennte sie sich von ihm, weil er sie schlecht behandelt habe, und zog erneut nach London.

## Karriere
Bis 1935 verdiente Pearsall ihren Lebensunterhalt als Malerin. Eines Tages soll sie sich auf dem Weg zu einer Party in Belgravia verirrt haben, da der aktuellste Stadtplan, den sie finden konnte, bereits mehrere Jahre alt war. Daraufhin sei ihr die Idee gekommen, eine eigene, neuartige Stadtkarte in Buchform zu veröffentlichen, einen A–Z, die die sich schnell entwickelnde Stadt akkurat abbilden sollte, mit insbesondere für Passanten wichtigen Stellen wie Buslinien oder Museen. Das soll auch die Geburtsstunde der Geographers’ A–Z Map Company gewesen sein, Pearsalls eigenen Kartografie-Verlags. Laut einem im Vereinigten Königreich weitverbreiteten Mythos notierte sie persönlich alle 23.000 Straßennamen Londons, wobei sie eine Strecke von knapp 5000 Kilometern zurücklegte. Sie habe damit jeden Tag ab 5 Uhr angefangen und erst nach 18 Stunden aufgehört.
Mehrere dieser Annahmen über die Entstehung des A–Z sind allerdings falsch oder zumindest nicht eindeutig erwiesen. Er war nicht wie in der Öffentlichkeit oft behauptet der erste topografische Stadtplan Londons. Dies war stattdessen der Bartholomew’s Reference Atlas of London and Suburbs, den es seit Anfang des 20. Jahrhunderts (ebenfalls in Buchform) gab. Daneben bezeichnete Peter Barber, ehemaliger Verantwortlicher der Kartensammlung der British Library, ihre angeblich langwierige Dokumentation der Straßennamen als „Quatsch“. Die Gestaltung ihres A–Z ähnle sehr den Karten ihres Vaters, die sie übernommen und neue Straßennamen hinzugefügt hätte. Es sei nicht sehr wahrscheinlich, dass sie dafür in London stundenlang umherzog. Nach Barbers Einschätzung verließ sich Pearsall ausschließlich auf Unterlagen städtischer Behörden.
Pearsall selbst bestätigte diese Widerlegungen teilweise in ihren Autobiografien. Sie beschrieb zwar, sehr oft durch London gelaufen zu sein, um neue Straßennamen und Hausnummern aufzunehmen. Kein anderer Stadtplan habe beispielsweise Nummern von an Hauptverkehrsstraßen gelegenen Häusern geführt. Allerdings benutzte sie für ihre Arbeit wirklich Daten der Baubehörden jedes Boroughs von London. Sie habe bei diesen Besuchen alle deren Stadtpläne genauestens studiert und miteinander verglichen. Sie erwähnte die 18-stündige Arbeit oder die Party in Belgravia weder in ihren Autobiografien noch in Interviews. Zudem schrieb Pearsall, dass ihre Arbeit als Kartografin und Unternehmerin stark von der Tätigkeit ihres Vaters in ebendiesen Berufen inspiriert war, ohne den sie ihren A–Z wahrscheinlich nie veröffentlicht hätte. In ihrer ersten Autobiografie behauptete Pearsall, die Geographers’ A–Z Map Company aufgebaut zu haben, um ihren Vater erneut als Kartografie-Verleger im Vereinigten Königreich zu etablieren.
Des Weiteren erstellte und verkaufte Pearsall nicht wie oft behauptet ihren A–Z in einer Art Eigenregie, sondern holte sich dafür die Unterstützung mehrerer ehemaliger Bekannter ihres Vaters wie anderer Kartografen, Buchdrucker und Kaufleute, die sie in ihrem Buch erwähnte. So beauftragte sie James Duncan, einen seiner früheren Angestellten, mit dem Zeichnen. Als Orientierung dienten zunächst Stadtpläne des Ordnance Survey aus dem Jahr 1919. Diese wurden anschließend mit Pearsalls Notizen, basierend auf den Daten der Baubehörden und des London County Council aktualisiert. Nachdem ihr Stadtplan 1936 fertiggestellt worden war, ließ Pearsall tausende Exemplare drucken und kontaktierte mehrere städtische Buchhandlungen. Die örtlichen Filialen der Ketten Selfridges und Foyles sowie Hatchards, die älteste in London, lehnten alle ab. Deswegen fragte Pearsall bei WHSmith an. Ein dortiger Bürogehilfe schickte sie ebenfalls weg, einige Tage darauf wurde sie jedoch von der Geschäftsleitung empfangen. Diese sagte zu, einige Karten zu bestellen, als Pearsall versprach, den Laden zu entschädigen, falls sie nicht verkauft werden sollten. Sie lieferte die Bestellung nach eigener Aussage mit einer Schubkarre ab, da sie zu der Zeit kein anderes Transportmittel zur Verfügung hatte.
In der ersten Ausgabe fehlte die Gegend um den Trafalgar Square, da Pearsall eines Tages versehentlich einen Schuhkarton mit Karteikarten von Straßennamen mit dem Anfangsbuchstaben T aus ihrem Bürofenster stieß und nicht alle wiederfinden konnte. Der Stadtplan verkaufte sich dennoch gut, weshalb Pearsall fortan etliche Bestellungen von Bahnhöfen der Stadt sowie der britischen Zweigstelle der F. W. Woolworth Company erhielt. Ein Grund für den Erfolg war wahrscheinlich neben dem kompakten Buchformat die einfache, dennoch detaillierte Gestaltung der Karten, dessen Straßen im Vergleich zu denen bereits bestehender Verzeichnisse breiter gezeichnet waren. Zudem waren auch die Linien deutlicher, während die Straßennamen in der Anfangszeit in einer Grotesk gedruckt wurden, die viele Kunden als leserlicher empfanden. Pearsalls A–Z hatte zudem, nachdem sie beschloss, ihn in Farbe drucken zu lassen, eine Besonderheit. Diese machte ihn nicht nur zu ihren Lebzeiten, sondern auch in der Gegenwart neben Passanten insbesondere bei angehenden Londoner Taxifahrern beliebt. A roads, also Hauptverkehrsstraßen, sind in der Karte gelb gefärbt, während B roads, lediglich auf regionaler Ebene wichtige Straßen, orange sind und die restlichen, kleineren Straßen eine weiße Kolorierung haben. Taxifahrer der Hauptstadt benutzen daher in ihrer Ausbildung häufig den A–Z, weil sie dank der verschiedenen Farben von ihnen einstudierte Taxi-Routen oft besser im Gedächtnis behalten. Dies ist für sie wichtig, da sie beim mündlichen Teil ihres Abschlussexamens, das als eine der weltweit schwersten Fahrprüfungen gilt, eine effiziente Route von einem zu einem anderen zufällig ausgewählten Standort nennen müssen. Aus diesem Grund werden A roads und B roads im Londoner Taxi-Jargon häufig oranges beziehungsweise lemons genannt.
Bis zu Alexander Gross’ Tod im Jahr 1958 war sein Name im Impressum aller Exemplare aufgeführt. Er wurde dort als Produktionsleiter bezeichnet. Einige Jahre vor der Veröffentlichung ihres A–Z hatte er seine Tochter per Telegramm darum gebeten, eine Weltkarte seines Unternehmens im Vereinigten Königreich auf den Markt zu bringen. Pearsall eignete sich im Zuge dieses Vorhabens Wissen über die Herstellung und den Verkauf von kartografischen Werken an. Später tauschten sich die beiden ebenfalls per Telegramm über Pearsalls eigene Pläne aus, wobei er ihr mehrmals Ratschläge gab.
Während des Zweiten Weltkriegs war der Verkauf von Karten jeglicher Art und somit auch Stadtplänen im Vereinigten Königreich verboten. Das gestaltete sich zum Problem für Pearsall, deren Unternehmen in dieser Zeit Verluste machte. Aus diesem Grund beauftragte sie die Zeichner ihres Unternehmens, Karten einiger Kampffronten zu produzieren, was in limitierter Auflage erlaubt war. Sie wurde zudem wie viele andere Frauen an der Heimatfront verpflichtet und arbeitete aufgrund ihrer Fremdsprachenkenntnisse in der Zensur-Abteilung des Informationsministeriums. Daneben erhielt sie den Auftrag, eine Broschüre des Arbeitsministeriums über den Kriegsdienst für Frauen zu illustrieren. Diese Zeichnungen wurden nie offiziell verwendet, Jahrzehnte darauf aber von Pearsall in zwei Büchern veröffentlicht. Nach dem Ende des Kriegs reiste sie in die Niederlande, um dort eine neue Ausgabe des Londoner Stadtplans drucken zu lassen, da im Vereinigten Königreich Papiermangel herrschte und in London viele Soldaten von außerhalb stationiert waren, weshalb mehr Exemplare als gewöhnlich hergestellt werden mussten. Während ihres Rückflugs stürzte Pearsalls Flugzeug ab, was sie trotz eines hierbei erlittenen Schlaganfalls sowie Schädel- und Wirbelbrüchen überlebte.

## Spätere Jahre
1965 erhielt Pearsall nach mehreren Jahren und 200 nicht bestandenen Prüfungen ihren Führerschein. Ein Jahr darauf ließ sie ihr Unternehmen in einen Trust umwandeln, um so feindliche Übernahmen zu verhindern. Sie überließ zudem ihre Dividende einem Treuhänder, der sie unter den Angestellten verteilte. Pearsall musste gemäß den Vereinbarungen mit ihrem Treuhänder auch ihre Rentenansprüche aufgeben, konnte dafür aber weiterhin Vorstandsvorsitzende und Co-Geschäftsführerin bleiben. Die Arbeit setzte sie bis ins hohe Alter fort. Im Bezug auf ihre Arbeit als Vorsitzende des Kartografie-Verlags antwortete Pearsall auf die Frage eines Journalisten, ob sie sich immer noch verlaufe, scherzhaft mit „Always, dear“.
Neben ihrer Tätigkeit im Unternehmen fungierte Pearsall zudem als Typografin. Für die Gestaltung der Schriftart ihres A–Z beauftragte sie ihren Kollegen Eric Gill, der die für solche Verzeichnisse eher ungewöhnliche Grotesk wählte, in der der Stadtplan viele Jahre gedruckt wurde. Pearsall arbeitete auch weiterhin als Malerin, neben Porträtbildern fertigte sie beispielsweise Aquarelle an, die sie in die Büros ihres Unternehmens hängte. Obwohl das Unternehmen stetig wuchs und im Laufe der Jahre immer mehr Karten verschiedener Städte des Vereinigten Königreich produzierte, beschrieb sie die Malerei als ihre wahre Leidenschaft.
Pearsall veröffentlichte auch Bücher, unter anderem Reiseberichte über ihre früheren Aufenthalte in Spanien, Kurzgeschichten, eine Unternehmensbiografie sowie ein Sachbuch, in dem sie ihre Unternehmensphilosophie beschrieb. Diese bestand unter anderem darin, den Angestellten Boni zu zahlen, für ihre Produkte nicht aggressiv zu werben sowie Micawber-Sparsamkeit (eine Anspielung an die Figur Wilkins Micawber aus David Copperfield) zu betreiben. Zudem brachte Pearsall mehrere Autobiografien heraus, die von der Geographers’ A–Z Map Company veröffentlicht wurden. 1986 wurde sie anlässlich des Geburtstags der Königin zur Member of the Order of the British Empire erklärt.
Gegen ihr Lebensende zog Pearsall nach Shoreham-by-Sea und starb dort gut einen Monat vor ihrem 90. Geburtstag an den Folgen einer Krebserkrankung.

## Würdigungen
1936 wurde Pearsall zur Fellow of the Royal Geographical Society ernannt, also einem Ehrenmitglied der Gesellschaft.
Im Jahr 2000 strahlte BBC Radio 4 erstmals das von Lucy Catherine geschriebene Hörspiel A to Z über Pearsalls Lebensumstände 1936, dem ersten Erscheinungsjahr ihres Stadtplans, aus. Als Pearsalls Sprecherin fungierte die Schauspielerin Catherine McCormack. Ein Jahr darauf erschien bei Simon & Schuster eine von Sarah Hartley verfasste Biografie über Pearsall mit dem Titel Mrs P’s Journey: The Remarkable Story Of The Woman Who Created The  A–Z Map.

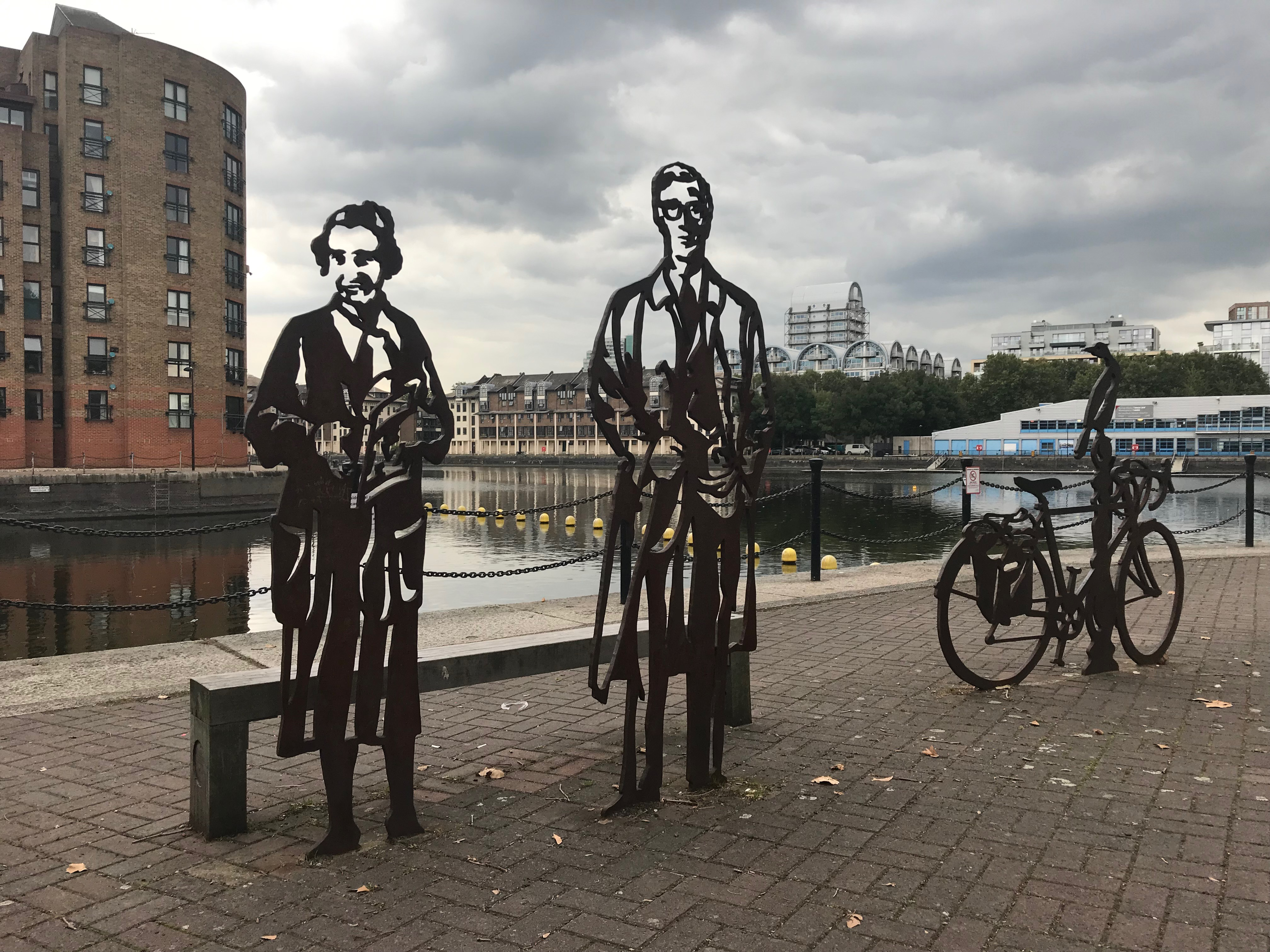
Portrait Bench zu Ehren von Pearsall, Caine und Mason

2005 ließ der Stadtrat von Southwark an Pearsalls Geburtshaus in East Dulwich eine Blue Plaque anbringen. Das sind im Vereinigten Königreich auf öffentlichen Wänden platzierte Plaketten, die auf berühmte Persönlichkeiten oder Ereignisse hinweisen, die in Verbindung mit den Standorten stehen. Pearsalls Plakette wurde dabei wie alle anderen durch Bürgerentscheid zur Präsentation ausgewählt. Bei einer weiteren Volksabstimmung in Southwark 2011 stand Pearsall als eine von mehreren Prominenten zur Wahl, die als Portrait Bench in Southwark verewigt werden sollte. Die Portrait Benches sind ein Kunstprojekt im Vereinigten Königreich, bei dem in verschiedenen Städten vor einer Holzbank Stahlstatuen platziert werden, die bekannte Söhne und Töchter der jeweiligen Orte darstellen. Pearsall und Michael Caine erhielten die meisten Stimmen, sodass seitdem im Stadtteil ihre Statuen neben einem Stahldenkmal zu Ehren des Fahrradaktivisten Barry Mason stehen.
Im Januar 2012 wurde ein Wettbewerb in London durchgeführt, bei dem für die beim Eisenbahnprojekt Crossrail verwendeten acht Tunnelbohrmaschinen (TBM) Namen gefunden werden sollten. Aus den über 2000 Einsendungen kamen zehn Namenspaare in die engere Auswahl, über die online abgestimmt wurde. Im März fand die Namensverkündung statt; die TBM für den Bereich Royal Oak–Farringdon erhielten die Namen Ada und Phyllis. Sie wurden nach Pearsall und der bedeutenden britischen Mathematikerin Ada Lovelace benannt. Ein Jahr darauf widmete sich eine Episode der BBC-Two-Dokumentarserie Mapman über die Geschichte der Kartografie im Vereinigten Königreich Pearsalls Veröffentlichung des A–Z.
Am 21. Februar 2014 wurde das Musical The A–Z of Mrs P im Southwark Playhouse in London uraufgeführt. Das Theater beschrieb es als Musical-Fabel basierend auf Pearsalls Autobiografien, die von der Entstehung ihres A–Z handelt. Das Libretto stammt von der Schriftstellerin Diane Samuels, die Musik von der Singer-Songwriterin Gwyneth Herbert. Eine erste workshop production, also Rohfassung des Musicals mit schlichtem Bühnenbild, wurde bereits 2011 mit Sophie Thompson in der Hauptrolle aufgeführt. Die fertige Version wurde vom 21. Februar bis zum 29. März gespielt, während Pearsall von der aus der Serie Peep Show bekannten Isy Suttie verkörpert wurde. In einer weiteren Hauptrolle war Frances Ruffelle als Pearsalls Mutter zu sehen. Das Stück erhielt unter anderem eine positive Bewertung von einem Redakteur der The Times, der es als fesselndes, charmantes Musical mit einem melodiösen, wortgewandten und lustigen Soundtrack beschrieb. Letzterer wurde am 24. März auf CD veröffentlicht.

## Bibliografie (Auswahl)
- mit Richard Pearsall: Castilian Ochre. John Murray, London 1935.
- Geographers’ A to Z Clear and Up-to-Date Atlas to London and Suburbs. Eigenveröffentlichung, London 1936.[42]
- mit Lynne Justino, Esther P. Railton: Teaching Science in an Outdoor Environment. University of California Press, Berkeley 1972, ISBN 0-520-02148-7.
- Fleet Street, Tite Street, Queer Street. Eigenveröffentlichung, London 1983.
- Only the Unexpected Happens. Stourton Press, Stourbridge 1985.
- Women 1939–1940. Stourton Press, Stourbridge 1985.
- From Bedsitter to Household Name: The Personal Story of A–Z Maps. Geographers' A–Z Map Company, Kent 1990, ISBN 0-85039-243-8.
- Women at War: Drawn and Overheard by Phyllis Pearsall. Geographers' A–Z Map Company, Kent 1990, ISBN 0-85967-847-4.
- An Artist’s Pilgrimage in Business. Eigenveröffentlichung, Shoreham-by-Sea 1993.